# Twice (fanzine)
Pour les articles homonymes, voir Twice.
Twice, anciennement Twice on Ghotic,  est un fanzine français consacré à la culture underground, et plus spécifiquement aux mouvements gothiques, darkwave, coldwave, post-punk et assimilés . Il est sous-titré « la seule revue trimestrielle qui sort tous les quatre mois ». Les collaborateurs y sont majoritairement francophones.

## Histoire
Twice est fondé en 1994 sous le nom originel de Twice on Ghotic. Ils décident de rebaptiser le fanzine simplement en Twice au bout du dixième numéro. Frédéric Juille, alias Lapin Noir, graphiste, rejoint le duo des créateurs Clément Marchal et Valéry Roché, en 1998 et assure le graphisme, les visuels et les couvertures du fanzine. C'est à partir du n°59 que Benoît Marchal prendra le relais sur la réalisation des couvertures et quelques artistes occasionnels. Le nombre des intervenants augmente au fil des ans (rédacteurs, photographes…). De 8 pages en 1994, il a évolué pour en compter 56 à 60 à ce jour. 
Le n°83 est sorti en mars 2024 

## Description
Le fanzine est imprimé en noir et blanc, et traite des cultures parallèles, des cultures et musiques sombres, et romantiques, comme notamment le metal, la cold wave, le dark wave, la musique gothique, la musique industrielle, le post-rock, le heavenly, et l'ambient,. La publication est agrémentée d'illustrations, de critiques d'événements (Hellfest, Nuits sonores, Rock en Seine), d'interviews d'acteurs de la scène rock au sens large (Killing Joke, Oomph!, Mogwai, The Birthday Massacre, Christian Death, Paradise Lost, The Young Gods,  Kill the Thrill, Lords of the New Church, My Dying Bride, Laibach, Virgin Prunes, Corpus Delicti, Trisomie 21...), et de chroniques musicales. Twice publie aussi régulièrement des nouvelles, occasionnellement un disque et soutient particulièrement les artistes qui travaillent sur des supports physiques (CD, vinyle, K7, DVD, livres…). 
En 2004, pour les 10 ans du fanzine, un coffret est édité, ainsi qu’un vinyle picture-disc (Collection d'Arnell-Andréa, Rosa Crux, Hide&Seek, Mary Goes Round). Pour les 20 ans en 2014, ce fût la venue en concert des artistes Soror Dolorosa, Opera Multi Steel, The Breath of Life et Eydolon aux Abattoirs de Cognac,. 
Pour les 25 ans en 2019, trois groupes (And Also the Trees, Antimatter et Collection d'Arnell-Andréa) donnent un concert en l'honneur de Twice de nouveau aux Abattoirs de Cognac, le 23 novembre de cette même année,,.
En 2024, les 30 ans seront fêtés dignement lors d'un évènement sur 2 soirs début novembre

## Fiche technique
- Éditeur : Clément Marchal et Valéry Roché
- Format : 29,7 × 21 cm ;
- Nombre de pages : environ 58 (variable) ;
- Type de papier : couverture en carton souple, intérieur noir et blanc ;
- Impression : couverture noir et blanc, intérieur noir et blanc ;
- Périodicité : quadrimestrielle ;
- Numéro 1 : hiver 1994 ;
- Toujours en activité.

## Collaborateurs

### Rédacteurs
- Benoît Marchal
- Clément Marchal
- Sarg
- Christophe Lorentz
- Emmanuel Hennequin
- Pierre Olivelli
- Valéry Roché
- Frédérick Rapilly
- Jérémi Sauvage
- Gary
- Sean Bowley
- Sandrine Deville

### Nouvellistes
- Pascal Rabaté ;
- Marianne Dissard ;
- Richard F. Tabbi ;
- Ludovic Lavaissière ;
- Élise Minier ;
- Arno Mothra ;
- Christelle Lafont ;

### Illustrateurs
- Lapin Noir et Benoît Marchal